# Keelingova krivulja
Keelingova krivulja je graf kopičenja ogljikovega dioksida v zemeljski atmosferi, ki temelji na neprekinjenih meritvah, opravljenih na observatoriju Mauna Loa na Havajih od leta 1958 do danes. Krivulja je poimenovana po znanstveniku Charlesu Davidu Keelingu, ki je začel program merjenja in ga vodil do svoje smrti leta 2005.
Keelingove meritve so dale prve pomembne dokaze o hitrem naraščanju ravni ogljikovega dioksida (CO2) v ozračju. Po mnenju Naomi Oreskes, profesorice zgodovine znanosti na Univerzi Harvard, je Keelingova krivulja eno najpomembnejših znanstvenih del 20. stoletja. Številni znanstveniki štejejo Keelingovo krivuljo za prvo opozorilo svetu o trenutnem povečevanju koncentracije CO2 v ozračju.

## Ozadje
Pred petdesetimi leti so bile na različnih lokacijah ad hoc narejene meritve atmosferske koncentracije CO2. Leta 1938 je inženir in amaterski meteorolog Guy Stewart Callendar primerjal nabore podatkov o atmosferskem CO2 iz londonskega predmestja Kew v letih 1898–1901, kjer je koncentracija v povprečju znašala 274 prostorninskih delov na milijon (ppmv), in z vzhoda ZDA v letih 1936–1938, kjer je v povprečju znašala 310 ppmv, in zaključil, da sta koncentraciji CO2 naraščali zaradi antropogenih emisij. Toda znanstvena srenja Callendarjevih ugotovitev zaradi neenakomernega izvajanja meritev ni splošno sprejela. 
Charles David Keeling iz Scrippsovega zavoda za oceanografijo na Kalifornijski univerzi v San Diegu je bil prvi, ki je opravljal pogoste redne meritve atmosferskega CO2, in sicer njegovih koncentracij na Antarktiki in od marca 1958 naprej na havajskem vulkanu Mauna Loa. Keeling je merilne tehnike predhodno preizkusil in uporabljal na različnih lokacijah, vključno z Big Surom pri Montereyju, deževnimi gozdovi polotoka Olympic Peninsula v zvezni državi Washington in visokogorskimi gozdovi v Arizoni. Opazil je močno dnevno nihanje CO2 s presežkom CO2 ponoči zaradi respiracije rastlin in tal ter popoldanskimi vrednostmi, ki so reprezentativne za »prosto ozračje« nad severno poloblo.

## Meritve na Mauna Loi
V letih 1957–1958, mednarodnem geofizikalnem letu, je Keeling od Urada za vreme pridobil sredstva za namestitev infrardečih plinskih analizatorjev na oddaljenih krajih, vključno z Južnim tečajem in vulkanom Mauna Loa na Havajih. Mauna Loa je bila izbrana kot mesto dolgoročnega spremljanja zaradi velike oddaljenosti od celin in borne vegetacije. Da bi zmanjšali lokalno kontaminacijo iz vulkanskih odprtin, so Keeling in sodelavci merili dohodni oceanski vetrič nad toplotno inverzijsko plastjo in podatke normalizirali. Zaradi krčenja sredstev sredi šestdesetih let je bil Keeling prisiljen opustiti prizadevanja za nepretrgano spremljanje na južnem tečaju, vendar je nastrgal dovolj denarja za nadaljnje opazovanje na observatoriju Mauna Loa, ki se nadaljuje še danes.
Keeling je leta 1960 v znanstveni reviji Tellus objavil članek s prvim mesečnim zapisom CO2 z Mauna Loe in Antarktike (od 1957 do 1960) ter v njem poročal o »izrazitem sezonskem kroženju ... in verjetno svetovnem naraščanju CO2 iz leta v leto.«   Do sedemdesetih let je bilo že zanesljivo potrjeno, da raven ogljikovega dioksida v ozračju nenehno narašča in da je posledica antropogenih emisij. 
Meritve ogljikovega dioksida na observatoriju Mauna Loa na Havajih se izvajajo z vrsto infrardečega spektrofotometra, ki ga danes imenujemo nedisperzivni infrardeči senzor in je umerjen po standardih Svetovne meteorološke organizacije. To vrsto instrumenta, ki se je prvotno imenoval kapnograf, je izumil John Tyndall leta 1864. Meritve so se s pisalom beležile na zapisovalni trak. Na Scrippsovem zavodu za oceanografijo trenutno dodajajo več laserskih senzorjev, ki bodo delovali sočasno z infrardečim spektrofotometrom, medtem ko za meritve NOAA na Mauna Loi še vedno uporabljajo nedisperzivni infrardeči senzor.

## Rezultati in interpretacija
Meritve, opravljene na Observatoriju Mauna Loa, kažejo na stalno naraščanje povprečne atmosferske koncentracije CO2, in sicer s 313 prostorninskih delov na milijon (ppmv) marca 1958 na 406 ppmv novembra 2018, s trenutnim povečevanjem za 2,48 ± 0,26 (povprečje ± 2 std) ppmv CO2 na leto. To povečevanje atmosferskega CO2 je posledica zgorevanja fosilnih goriv in se v zadnjih letih pospešuje. Ker je CO2 toplogredni plin, ima to pomembne posledice za globalno segrevanje. Meritve koncentracije CO2 v starodavnih zračnih mehurčkih, ujetih v polarnih ledenih jedrih, kažejo, da je bila atmosferska koncentracija CO2 času holocena (9000 let pr. n. št.) med 275 in 285 ppmv, vendar je začela strmo naraščati v začetku devetnajstega stoletja.
Keelingova krivulja kaže tudi ciklično spreminjanje za približno 5 ppmv vsako leto, kar ustreza sezonski spremembi privzema CO2 s svetovno kopensko vegetacijo. Večina te vegetacije je na severni polobli, kjer je večina kopnega. Od maksimuma maja se raven v času pomladi in poletja severne poloble znižuje, saj rastline pri rasti zajemajo CO2 iz atmosfere s fotosintezo. Od septembra, ko dosežejo minimum, se ravni v času severne jeseni in zime spet zvišujejo, saj rastline in listi ob odmrtju in propadanju sproščajo CO2 nazaj v ozračje. 

## Zapuščina

### Globalno spremljanje
Delno zaradi pomembnosti Keelingovih ugotovitev  je NOAA v sedemdesetih letih začela spremljati ravni CO2 po vsem svetu. Danes atmosfersko raven CO2 z Globalno referenčno mrežo za toplogredne pline spremljajo na približno 100 krajih po vsem svetu. Meritve na številnih drugih osamljenih krajih so potrdile dolgoročni trend, ki ga izraža Keelingova krivulja, čeprav nikjer ne potekajo tako dolgo kot na Mauna Loi.

### Ralph Keeling
Po smrti Charlesa Davida Keelinga leta 2005 sta bila odgovornost in nadzor nad projektom prenesena na Keelingovega sina Ralpha Keelinga. Ob petdeseti obletnici začetka projekta je Keeling mlajši za revijo Science napisal članek, v katerem je opisal očetovo življenje in delo, vključno s tem, kako je projekt sčasoma rasel in se razvijal. Keeling je poleg natančnejših merilnih materialov in sredstev za projekt spremljanja CO2 na Zemlji izrazil svoj ponos na očetovo delo in opisal, kako ga je ohranil v spominu.

### Priznanje
Leta 2015 je Ameriško kemijsko društvo Keelingovo krivuljo prepoznalo kot nacionalno zgodovinsko kemijsko znamenitost. Spominske plošče so namestili na Observatoriju Mauna Loa in na Scrippsovem zavodu za oceanografijo na Kalifornijski univerzi v San Diegu.

### Presežena meja 400 ppm
9. maja 2013 je povprečna dnevna koncentracija CO2 v atmosferi, izmerjena na Mauna Loi, presegla 400 delcev na milijon (ppmv). Ocene CO2 v prejšnjih geoloških obdobjih kažejo, da koncentracija CO2 te ravni ni dosegla od sredine pliocena pred 2 do 4 milijoni let.